# 日本多疣凤尾藓
日本多疣凤尾藓（学名：Fissidens japonico-punctatus）为凤尾藓科凤尾藓属下的一个种。

## 扩展阅读
- 維基物種上的相關：日本多疣凤尾藓